# Делимеђе
Делимеђе је насеље у Србији у општини Тутин у Рашком округу. Према попису из 2022. било је 303 становника. Село је познато по джамији чији су минарети 2009. године, када су саграђени, били највиши у Европи.

## Географија
Делимеђе је централно место области Доња Пештер. Налази се на 1.000 m надморске висине. Доња Пештер такође спада у планинско подручје, али се налази на знатно нижој надморској висини од Пештерске висоравни, на око 1.000 m. Због снежних падавина током зиме дешава се да путеви, посебно они до заселака, буду завејани.

## Историја
Најстарији археолошки налази који сведоче о становништву на територији тутинске општине потичу управо из Делимеђа и потичу из периода пре 3.000 година. По мишљењу многих научника и истраживача најстарији становници ове територије били су припадници илирског племена Дарданаца. Неки научници претпостављају чак и да Дарданци нису Илири, већ неко аутохтоније и старије племе.

## Култура, образовање, спорт
Током првомајских празника на Пештерској висоравни почиње сезона вашара, односно теферича, који трају све до јесени. У селу Делимеђе негују се занимљиви обичаји, у духу традиције народа овог краја која траје вековима, и тако је чувају од заборава. Вашар је био одувек прилика да се упознају момци и девојке и склапају веридбе. На Пештерској висоравни кажу да је веома важно да момак поседује снагу и вештину, па су неизоставни део вашарског колорита и готово заборављена спортска надметања у бацању ћускије и камена с рамена неизоставни. Тежина ћускије и камена који се баца износе до 20 килограма. Још један од најзанимљивијих обичаја је даривања невесте златним накитом, па неке од ових младих жена око врата носе и до стотину златних дуката. Да би се разликовале од удатих жена, девојке не носе накит.
Насеље Делимеђе познато је и по џамији чији минарети су највиши у Европи и готово целом Евроазијском континенту. Високи су 77,24 m, саграђени 2009. године као дeо новог исламског центра у овом месту. Поређења ради, највиши минарет у западној Европи, минарет Фитја џамије у Стокхолму, висок је 32,5 m, минарет највеће џамије у Европској унији, џамије у Ротердаму, висок је 25 m, док исламски центар „Срце Чеченије“ у Грозном, који је отворен 2008. године, има  минарет висок 62 m. Пројектант делимеђанских минарета је Мухарем Крушко из Миљановића код Тешња. Овај бивши грађевинац са 230 изграђених минарета важи за светског рекордера. Када је градио минарете Крушко је имао око 65 година, а први минарет је изградио 1966. године.
У насељу се налази Основна школа „25. мај”. Поред матичне школе настава се одвија и у 7 истурених одељења. Наставу похађа, заједно са истуреним одељењима, око 500 ученика.
У насељу је активан аматерски ОФК Коштам Поље, који игра у Рашкој окружној лиги.

## Демографија
У насељу Делимеђе живи 295 пунолетних становника, а просечна старост становништва износи 30,2 година (28,4 код мушкараца и 32,3 код жена). У насељу има 88 домаћинстава, а просечан број чланова по домаћинству је 5,06.
Ово насеље је великим делом насељено Бошњацима (према попису из 2002. године), а у последња три пописа, примећен је пад у броју становника.
|  |

| Демографија | Демографија | Демографија |
| Година      | Становника  | Становника  |
| ----------- | ----------- | ----------- |
| 1948.       | 373         |             |
| 1953.       | 406         |             |
| 1961.       | 431         |             |
| 1971.       | 478         |             |
| 1981.       | 537         |             |
| 1991.       | 524         | 500         |
| 2002.       | 445         | 560         |

| Етнички састав према попису из 2002.‍ | Етнички састав према попису из 2002.‍ | Етнички састав према попису из 2002.‍ | Етнички састав према попису из 2002.‍ | Етнички састав према попису из 2002.‍ |
| ------------------------------------ | ------------------------------------ | ------------------------------------ | ------------------------------------ | ------------------------------------ |
|                                      |                                      |                                      |                                      |                                      |
| Бошњаци                              | Бошњаци                              |                                      | 428                                  | 96,17%                               |
| Муслимани                            | Муслимани                            |                                      | 14                                   | 3,14%                                |
| Срби                                 | Срби                                 |                                      | 1                                    | 0,22%                                |
| непознато                            | непознато                            |                                      | 2                                    | 0,44%                                |

| Година пописа     | 1948. | 1953. | 1961. | 1971. | 1981. | 1991. | 2002. |
| ----------------- | ----- | ----- | ----- | ----- | ----- | ----- | ----- |
| Број домаћинстава | 58    | 62    | 71    | 74    | 82    | 89    | 88    |

| Број чланова      | 1 | 2 | 3  | 4  | 5  | 6  | 7 | 8 | 9 | 10 и више | Просек |
| ----------------- | - | - | -- | -- | -- | -- | - | - | - | --------- | ------ |
| Број домаћинстава | 2 | 8 | 10 | 14 | 23 | 14 | 5 | 5 | 5 | 2         | 5,06   |

| Пол    | Укупно | Неожењен/Неудата | Ожењен/Удата | Удовац/Удовица | Разведен/Разведена | Непознато |
| ------ | ------ | ---------------- | ------------ | -------------- | ------------------ | --------- |
| Мушки  | 156    | 56               | 94           | 3              | 0                  | 3         |
| Женски | 162    | 47               | 97           | 14             | 1                  | 3         |
| УКУПНО | 318    | 103              | 191          | 17             | 1                  | 6         |

| Пол    | Укупно                    | Пољопривреда, лов и шумарство | Рибарство                            | Вађење руде и камена | Прерађивачка индустрија       |
| ------ | ------------------------- | ----------------------------- | ------------------------------------ | -------------------- | ----------------------------- |
| Мушки  | 109                       | 79                            | 0                                    | 0                    | 0                             |
| Женски | 48                        | 40                            | 0                                    | 0                    | 0                             |
| УКУПНО | 157                       | 119                           | 0                                    | 0                    | 0                             |
| Пол    | Производња и снабдевање   | Грађевинарство                | Трговина                             | Хотели и ресторани   | Саобраћај, складиштење и везе |
| Мушки  | 0                         | 2                             | 4                                    | 2                    | 0                             |
| Женски | 0                         | 0                             | 0                                    | 0                    | 0                             |
| УКУПНО | 0                         | 2                             | 4                                    | 2                    | 0                             |
| Пол    | Финансијско посредовање   | Некретнине                    | Државна управа и одбрана             | Образовање           | Здравствени и социјални рад   |
| Мушки  | 0                         | 0                             | 1                                    | 13                   | 3                             |
| Женски | 0                         | 0                             | 0                                    | 4                    | 3                             |
| УКУПНО | 0                         | 0                             | 1                                    | 17                   | 6                             |
| Пол    | Остале услужне активности | Приватна домаћинства          | Екстериторијалне организације и тела | Непознато            | Непознато                     |
| Мушки  | 1                         | 0                             | 0                                    | 4                    | 4                             |
| Женски | 1                         | 0                             | 0                                    | 0                    | 0                             |
| УКУПНО | 2                         | 0                             | 0                                    | 4                    | 4                             |